# Montiers-sur-Saulx
Pour les articles homonymes, voir Montiers et Montiers-en-Argonne.
Montiers-sur-Saulx est une commune française située dans le département de la Meuse, en région Grand Est.

## Géographie

### Localisation
La commune fait partie de la Communauté de communes Haute Saulx et Perthois-Val d'Ornois dont elle est le siège. L'altitude moyenne est de 327 mètres.

#### Communes limitrophes
| Morley          | Morley             | Couvertpuis |
| Paroy-sur-Saulx | Montiers-sur-Saulx | Effincourt  |
| Paroy-sur-Saulx | Paroy-sur-Saulx    | Effincourt  |

### Hydrographie
La commune est dans la région hydrographique « la Seine de sa source au confluent de l'Oise (exclu) » au sein du bassin Seine-Normandie. Elle est drainée par la Saulx et divers autres petits cours d'eau,.
La Saulx, d'une longueur de 115 km, prend sa source dans la commune de Germay et se jette  dans la Marne à Vitry-le-François, après avoir traversé 39 communes. Les caractéristiques hydrologiques de la Saulx sont données par la station hydrologique située sur la commune. Le débit moyen mensuel est de 1,37 m3/s. Le débit moyen journalier maximum est de 18,4 m3/s, atteint lors de la crue du 14 janvier 2004. Le débit instantané maximal est quant à lui de 22 m3/s, atteint le même jour.

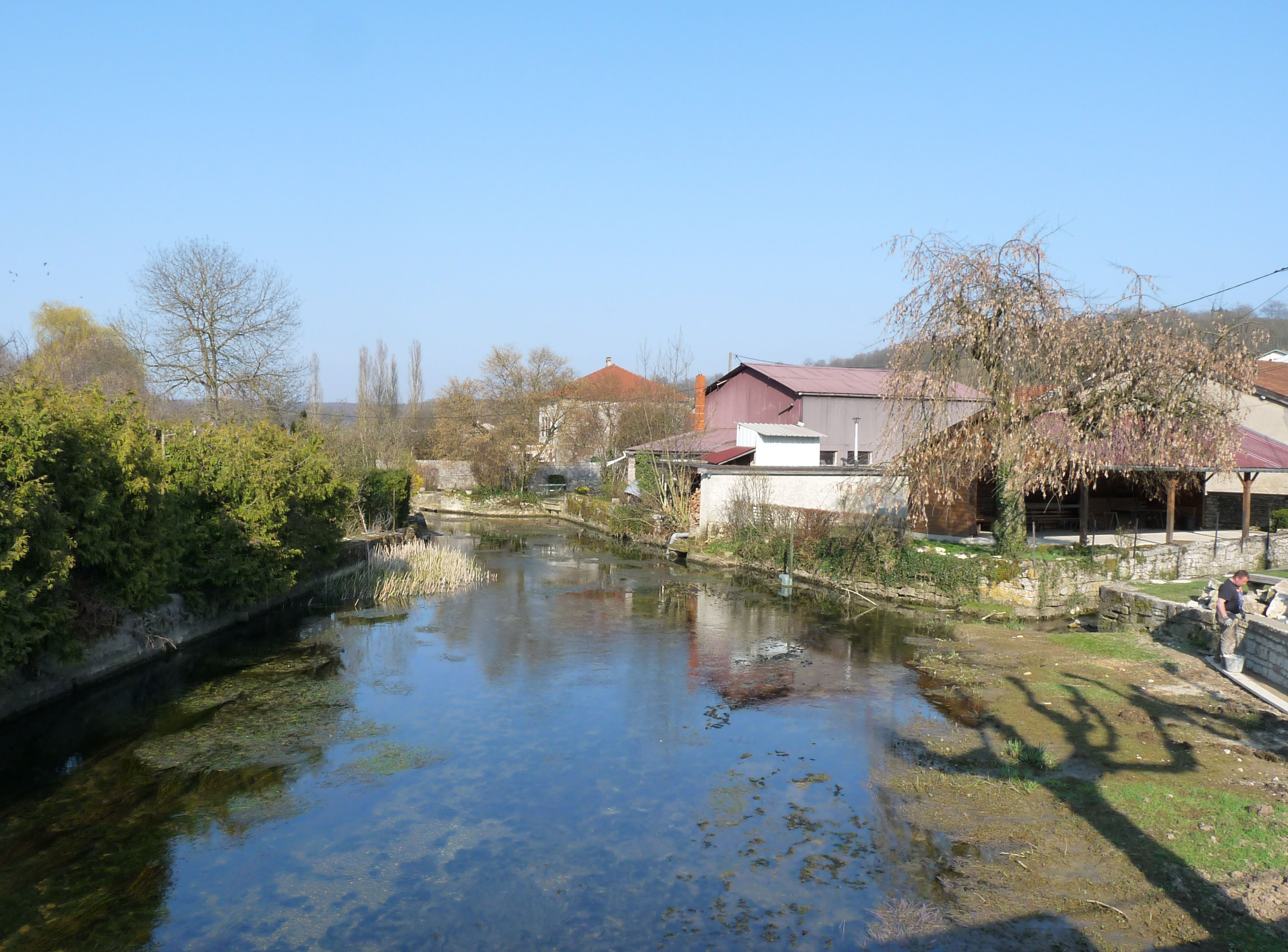
La Saulx.
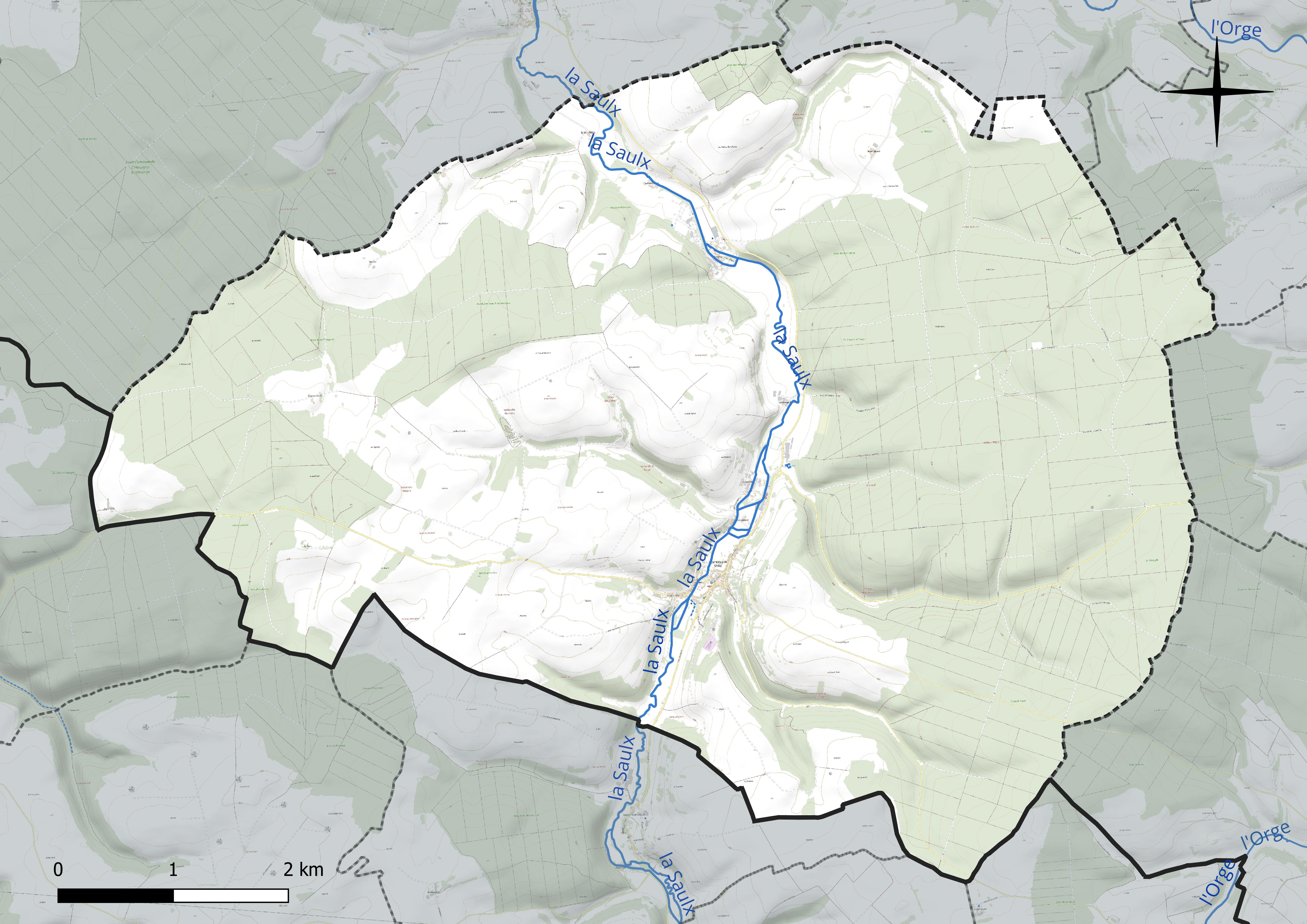
Réseau hydrographique de Montiers-sur-Saulx.

### Climat
Pour des articles plus généraux, voir Climat du Grand Est et Climat de la Meuse.
En 2010, le climat de la commune est de type climat de montagne, selon une étude du Centre national de la recherche scientifique s'appuyant sur une série de données couvrant la période 1971-2000. En 2020, Météo-France publie une typologie des climats de la France métropolitaine dans laquelle la commune est exposée à un climat océanique altéré et est dans la région climatique  Lorraine, plateau de Langres, Morvan, caractérisée par un hiver rude (1,5 °C), des vents modérés et des brouillards fréquents en automne et hiver. 
Pour la période 1971-2000, la température annuelle moyenne est de 9,7 °C, avec une amplitude thermique annuelle de 16,5 °C. Le cumul annuel moyen de précipitations est de 1 095 mm, avec 14,5 jours de précipitations en janvier et 10,1 jours en juillet. Pour la période 1991-2020, la température moyenne annuelle observée sur la station météorologique de Météo-France la plus proche, « Chevillon_sapc », sur la commune de Chevillon à 10 km à vol d'oiseau, est de 11,1 °C et le cumul annuel moyen de précipitations est de 982,1 mm. 
La température maximale relevée sur cette station est de 40,6 °C, atteinte le 25 juillet 2019 ; la température minimale est de −17,4 °C, atteinte le 20 décembre 2009,,. 
Les paramètres climatiques de la commune ont été estimés pour le milieu du siècle (2041-2070) selon différents scénarios d'émission de gaz à effet de serre à partir des nouvelles projections climatiques de référence DRIAS-2020. Ils sont consultables sur un site dédié publié par Météo-France en novembre 2022.

## Urbanisme

### Typologie
Au 1er janvier 2024, Montiers-sur-Saulx est catégorisée commune rurale à habitat dispersé, selon la nouvelle grille communale de densité à sept niveaux définie par l'Insee en 2022.
Elle est située hors unité urbaine et hors attraction des villes,.

### Occupation des sols
L'occupation des sols de la commune, telle qu'elle ressort de la base de données européenne d’occupation biophysique des sols Corine Land Cover (CLC), est marquée par l'importance des forêts et milieux semi-naturels (58,3 % en 2018), une proportion sensiblement équivalente à celle de 1990 (58,5 %). La répartition détaillée en 2018 est la suivante : 
forêts (57,6 %), terres arables (30,6 %), prairies (9,7 %), zones agricoles hétérogènes (0,8 %), zones urbanisées (0,7 %), milieux à végétation arbustive et/ou herbacée (0,7 %). L'évolution de l’occupation des sols de la commune et de ses infrastructures peut être observée sur les différentes représentations cartographiques du territoire : la carte de Cassini (XVIIIe siècle), la carte d'état-major (1820-1866) et les cartes ou photos aériennes de l'IGN pour la période actuelle (1950 à aujourd'hui).

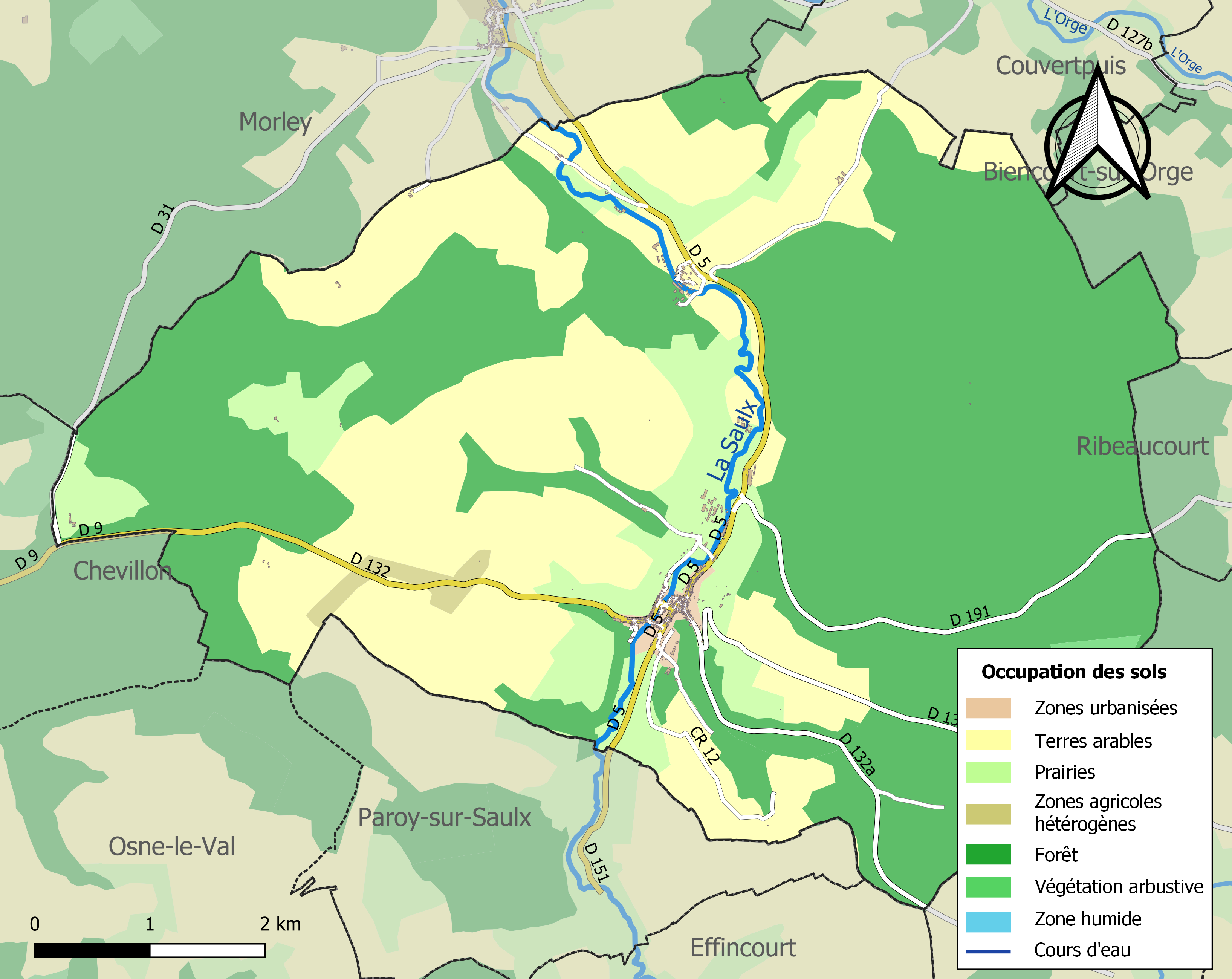
Carte des infrastructures et de l'occupation des sols de la commune en 2018 (CLC).

## Toponymie
Le nom de la localité est attesté sous les formes Mons-supra-Saltum (1135) ; Monasterium-super-Saux (1230) ; Mostiers (1255) ; Moustier, Moustier-sur-Saut (1266) ; De Monasteriis-supra-Salecum (1402) ; Monstier-sur-Saulx (1579) ; Monasterium-super-Saltum (1707) ; Monasterium-ad-Saltum (1707) ; Monasterium-supra-Saltum (1749) ; Monasterium (1778).

De l'oil monstier , montié « monastère », d'abord au singulier, puis au pluriel.
La Saulx est une rivière française. Affluent droit de la Marne et donc sous-affluent de la Seine, la Saulx prend sa source à Germay (Haute-Marne) et se jette dans la Marne à Vitry-le-François.

## Histoire

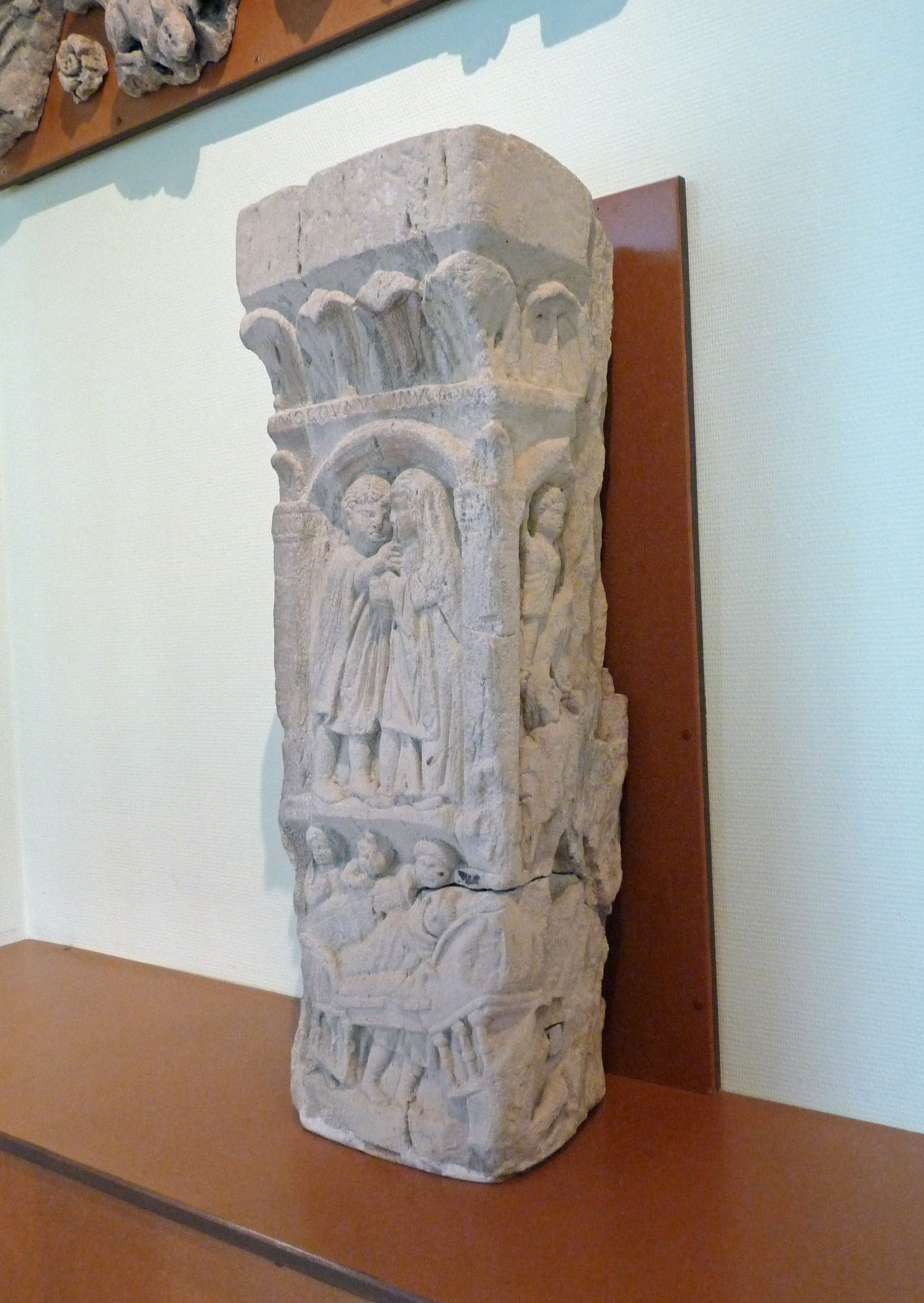
le temple de Montiers-sur-Saulx (Les Ronchers). Scènes relatives au culte et à la médecine. Ie-IIe s

## Politique et administration

### Liste des maires
| Période                                  | Période   | Identité        | Étiquette | Qualité |
| ---------------------------------------- | --------- | --------------- | --------- | --- |
| Les données manquantes sont à compléter. |           |                 |           | |
| mars 2001                                | mars 2014 | Claude Moutaux  |           | |
| mars 2014                                | mai 2020  | Daniel Ruhland  | DVD       | Chef d'entreprise Conseiller général du canton de Montiers-sur-Saulx (2008-2015) Conseiller départemental du canton de Ligny-en-Barrois (2015-2021) |
| mai 2020                                 | En cours  | Didiez Grosjean |           | |

## Population et société

### Démographie
L'évolution du nombre d'habitants est connue à travers les recensements de la population effectués dans la commune depuis 1793. Pour les communes de moins de 10 000 habitants, une enquête de recensement portant sur toute la population est réalisée tous les cinq ans, les populations de référence des années intermédiaires étant quant à elles estimées par interpolation ou extrapolation. Pour la commune, le premier recensement exhaustif entrant dans le cadre du nouveau dispositif a été réalisé en 2007.

En 2022, la commune comptait 366 habitants, en évolution de −9,41 % par rapport à 2016 (Meuse : −4,4 %, France hors Mayotte : +2,11 %).
| 1793  | 1800  | 1806  | 1821  | 1831  | 1836  | 1841  | 1846  | 1851  |
| ----- | ----- | ----- | ----- | ----- | ----- | ----- | ----- | ----- |
| 1 100 | 1 271 | 1 284 | 1 142 | 1 204 | 1 147 | 1 198 | 1 304 | 1 351 |

| 1856  | 1861  | 1866  | 1872  | 1876  | 1881  | 1886  | 1891  | 1896 |
| ----- | ----- | ----- | ----- | ----- | ----- | ----- | ----- | ---- |
| 1 350 | 1 367 | 1 413 | 1 283 | 1 342 | 1 161 | 1 249 | 1 001 | 902  |

| 1901 | 1906 | 1911 | 1921 | 1926 | 1931 | 1936 | 1946 | 1954 |
| ---- | ---- | ---- | ---- | ---- | ---- | ---- | ---- | ---- |
| 867  | 864  | 932  | 962  | 959  | 801  | 751  | 747  | 740  |

| 1962 | 1968 | 1975 | 1982 | 1990 | 1999 | 2006 | 2007 | 2012 |
| ---- | ---- | ---- | ---- | ---- | ---- | ---- | ---- | ---- |
| 702  | 683  | 643  | 602  | 551  | 456  | 453  | 452  | 451  |

| 2017 | 2022 | - | - | - | - | - | - | - |
| ---- | ---- | - | - | - | - | - | - | - |
| 380  | 366  | - | - | - | - | - | - | - |

## Économie
À la suite de l'adoption en 2006 par le parlement d'une loi sur les déchets nucléaires, l'ANDRA étudie, sur une zone de 28 km2 dont la commune fait partie, la faisabilité d’un site de stockage qui pourrait être créé dans une zone de 200 km2 autour de Bure.

## Culture locale et patrimoine

### Lieux et monuments

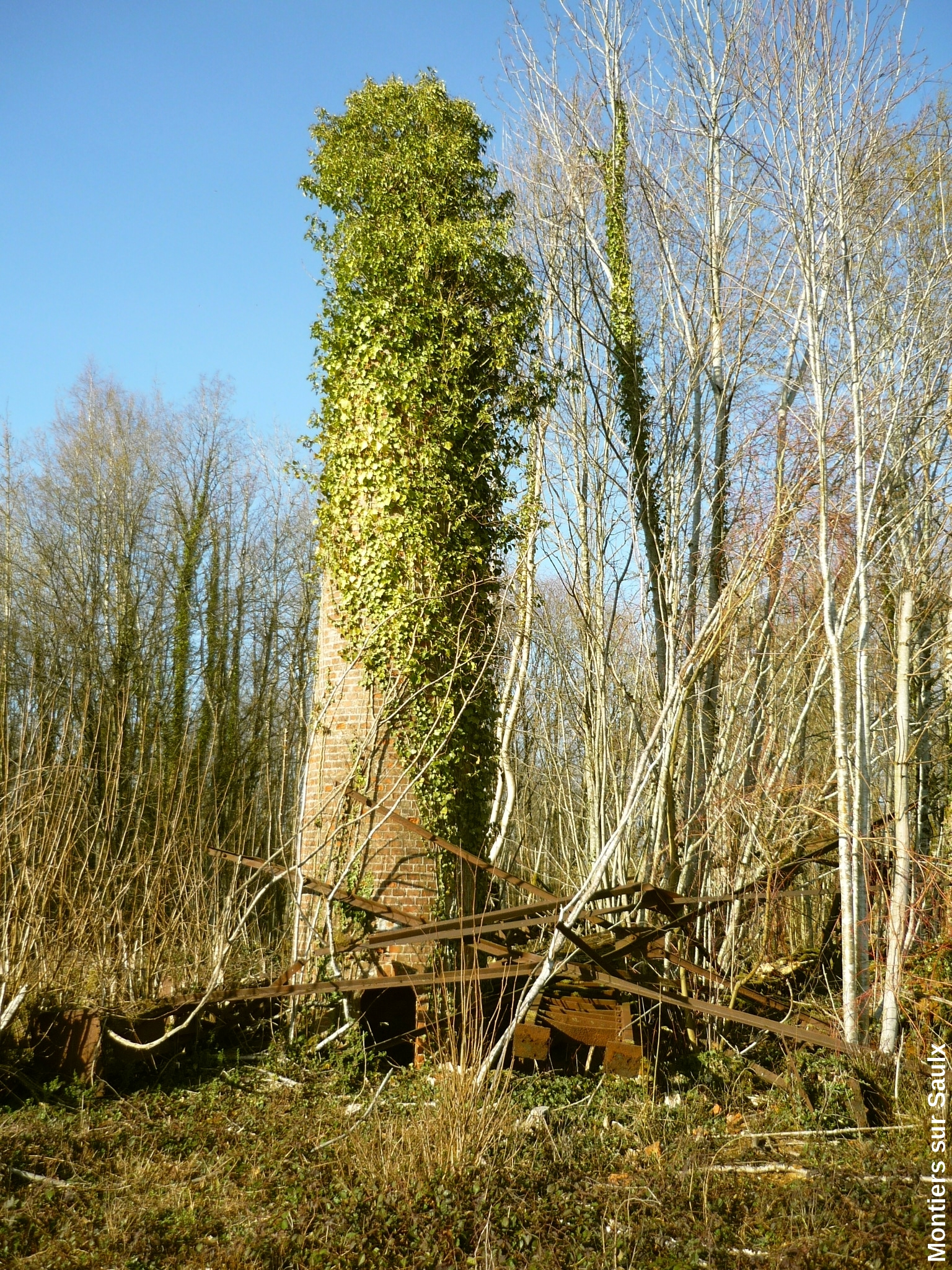
Cheminée géodésique en mars 2019.

- L'église Saint-Pierre-ès-Liens ou Saint-Pierre-aux-Liens : elle fut bâtie en 1841 en remplacement d'un précédent édifice du XIVe siècle. Construit par un entrepreneur de Bovée-sur-Barboure, l'édifice est en pierre de taille, doté de 19 fenêtres éclairant ses trois nefs. Elle abrite notamment un lutrin finement sculpté par un artisan de Joinville, une chaire à prêcher en fonte, avec abat-voix en chêne, deux tableaux, Saint Bernard inspiré et L’Annonciation. L'église fut bénie par l’évêque de Verdun en 1841, puis consacrée en 1949 par Mgr Petit, évêque de Verdun[24].
- La tour de l'ancien château : le château fut construit en 1302 par Anselme sire de Joinville. Henri II, roi de France, y coucha le 7 avril 1552, ainsi que François de Guise.
- L'ancienne abbaye cistercienne d'Écurey  Inscrit MH (1993)[25], fondée en 1144 grâce à Geoffroy III de Joinville par une communauté de moines venus de l'abbaye des Vaux. Malgré des destructions importantes au Moyen Âge et de nombreux problèmes de gestion à la Renaissance, l'abbaye persiste jusqu'à la Révolution française qui la supprime. La plus grande partie de l'abbaye, vendue comme bien national, est transformée en fonderie, dont les bâtiments sont  Inscrit MH (2013)[26].
- La chapelle Saint-Nicaise, construite en 1900 d'Écurey.
- La chapelle Saint-Sébastien, construite en 1632 au cimetière.
- La chapelle de Lahaye, vers le XVe siècle.
- Cheminée géodésique.

### Personnalités liées à la commune
Alors qu'il était maire de la commune, vers 1862, le journaliste et folkloriste Emmanuel Cosquin effectua à  Montiers-sur-Saulx, avec l’aide de ses sœurs, une des premières collectes de contes en France. Il en tira un important travail de recherche comparative, publié entre 1876 et 1881 dans la revue Romania.

### Héraldique, logotype et devise
| Blason de Montiers-sur-Saulx | Blason  | De sinople à la fasce ondée d'argent à la crosse abbatiale d'or brochant sur le tout et chargée en cœur d'un écusson d'azur chargé de trois broies d'or mal ordonnées et au chef d'argent au lion issant de gueules. |
| Blason de Montiers-sur-Saulx | Détails | Le statut officiel du blason reste à déterminer. |